# 景观大桥
景观大桥（羅馬化：Zhivopisny most）位于俄罗斯莫斯科西北部，是一座跨越莫斯科河的斜拉橋，作为红普列斯妮娅大道的一部分于2007年12月27日正式通车启用。该桥是莫斯科第一座斜拉桥，也是欧洲最高的拱形塔斜拉桥。

## 设计
该桥的独特之处在于，桥面是沿着河流上空而建，而不是横跨河流。因此大桥及其所承载的公路绕过了银松林公园的受保护区域。
大桥S型桥面的总长度超过1.5公里，其中主桥长409.5米，宽47米，净空高30米，沿着莫斯科河中心线布置。采用拱形主塔，拱高182米，拱跨105米，跨越河流两岸，通过78条拉索承载桥面重量。
拱塔顶部安装有一个碟状结构，原计划将其内部装修为一间餐厅，但出于消防安全的考虑以及缺乏投资，这个计划已被取消。

## 图集

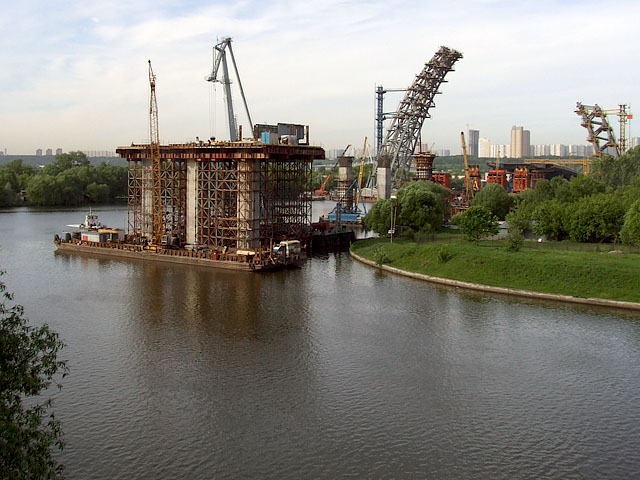
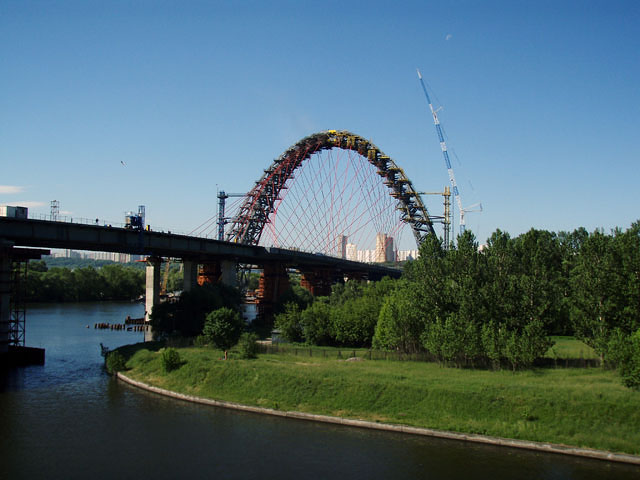
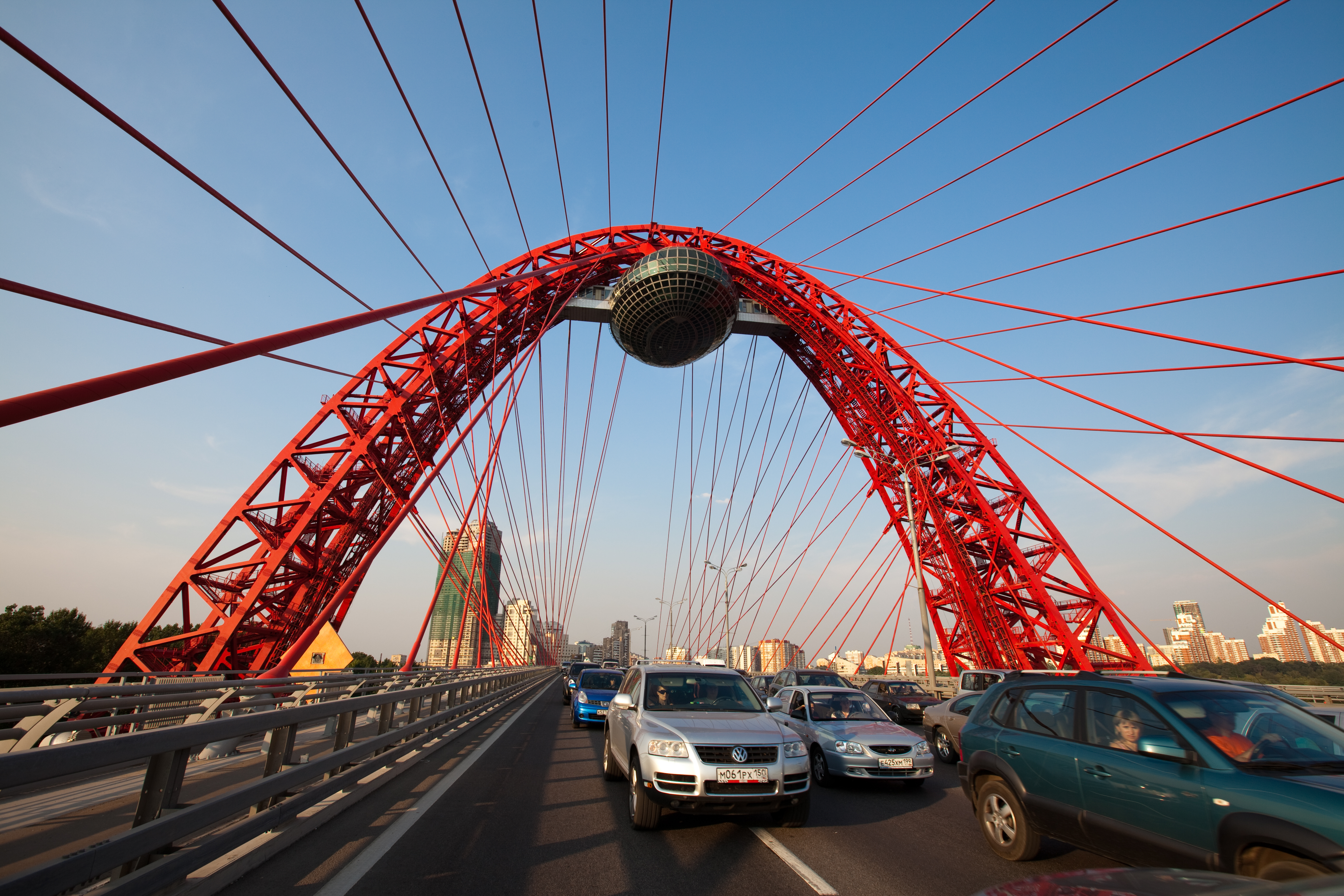
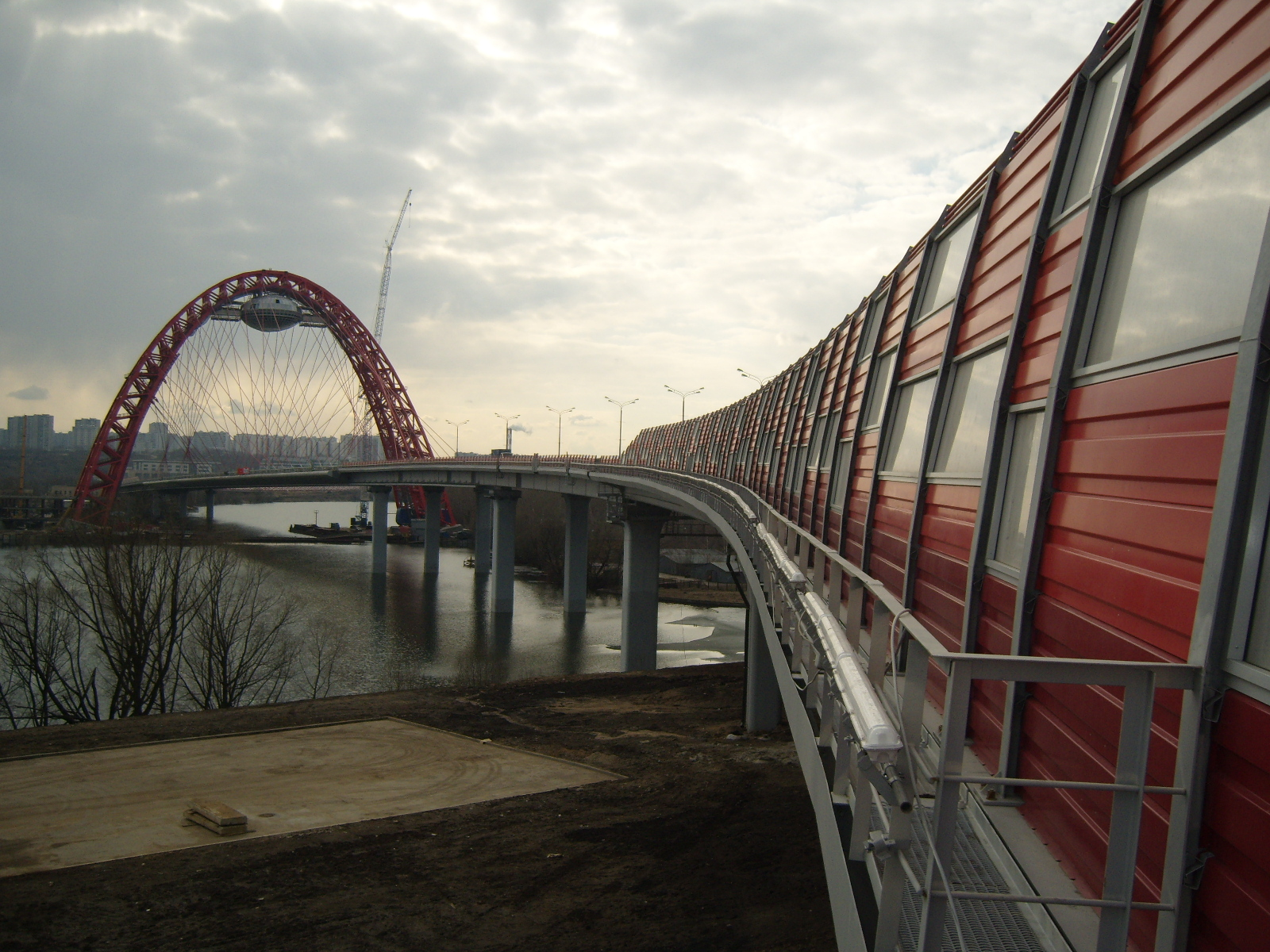
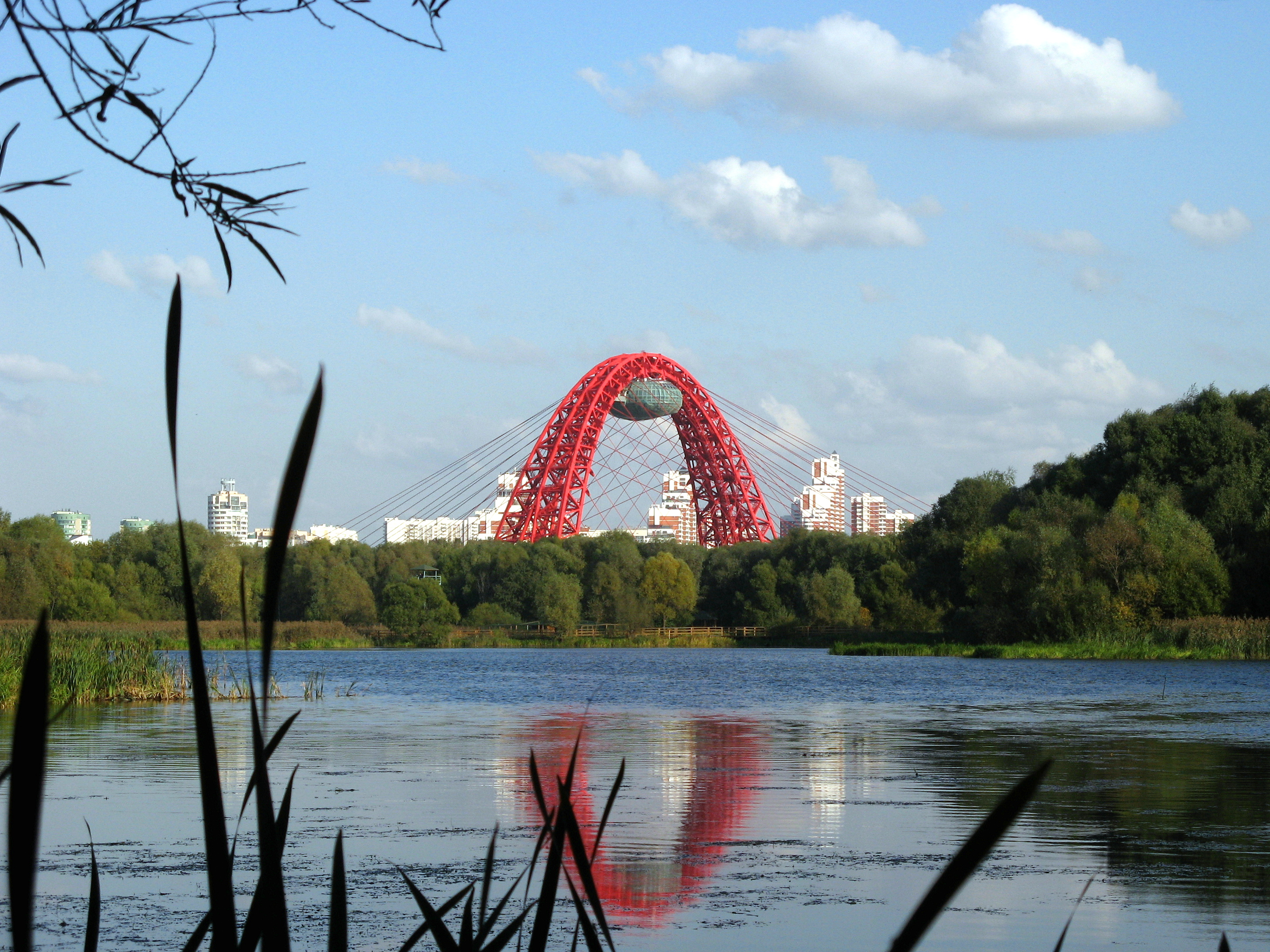
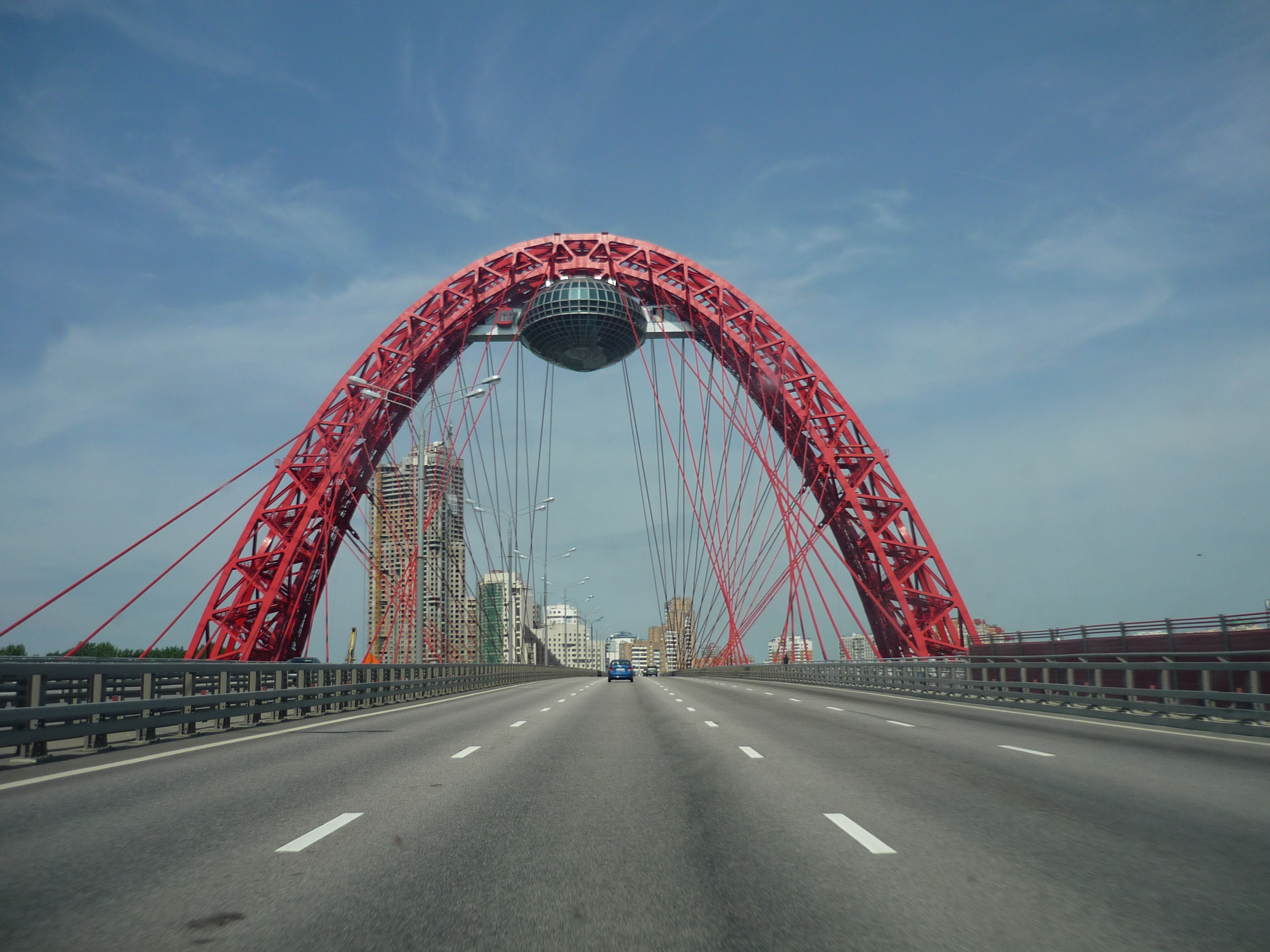
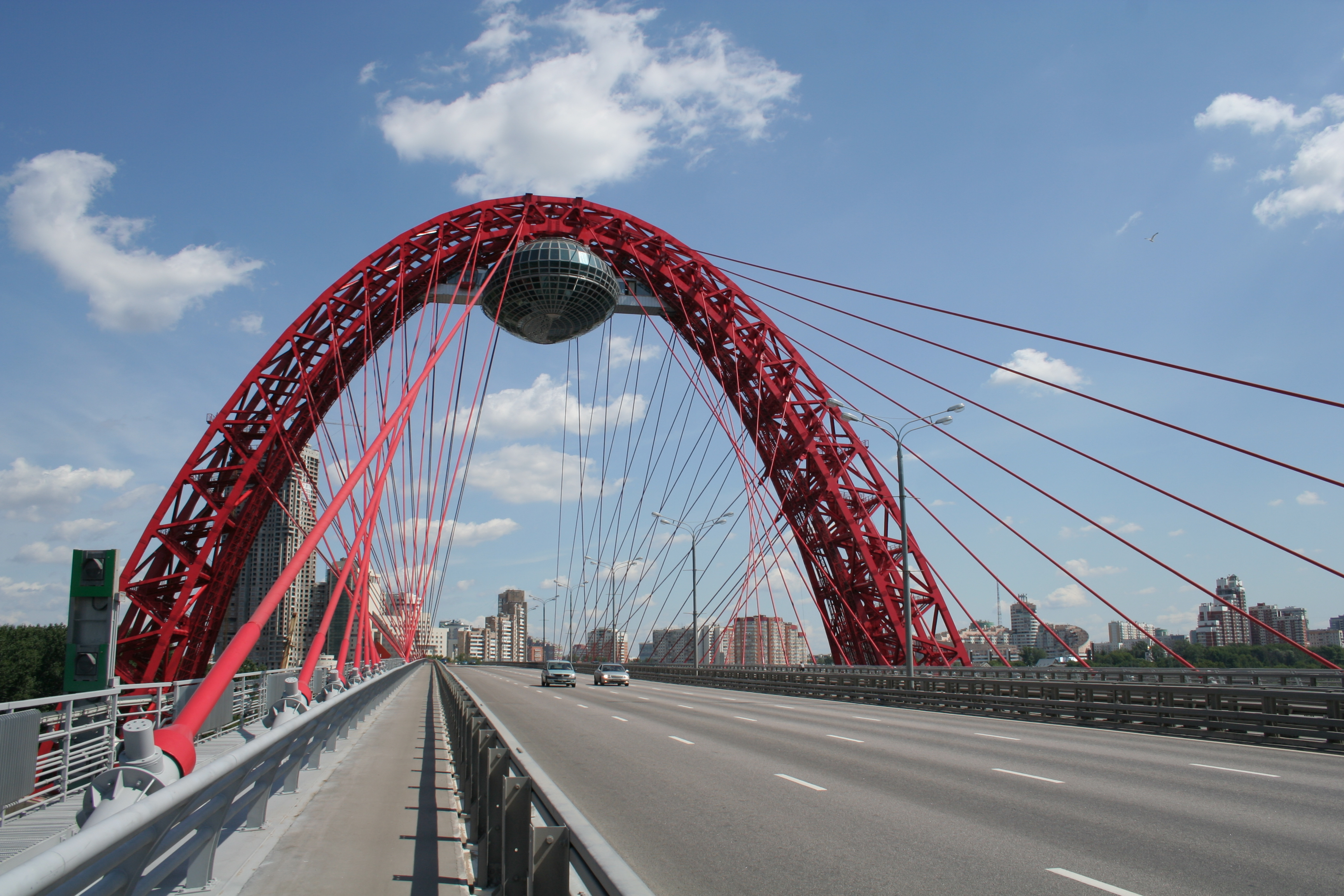
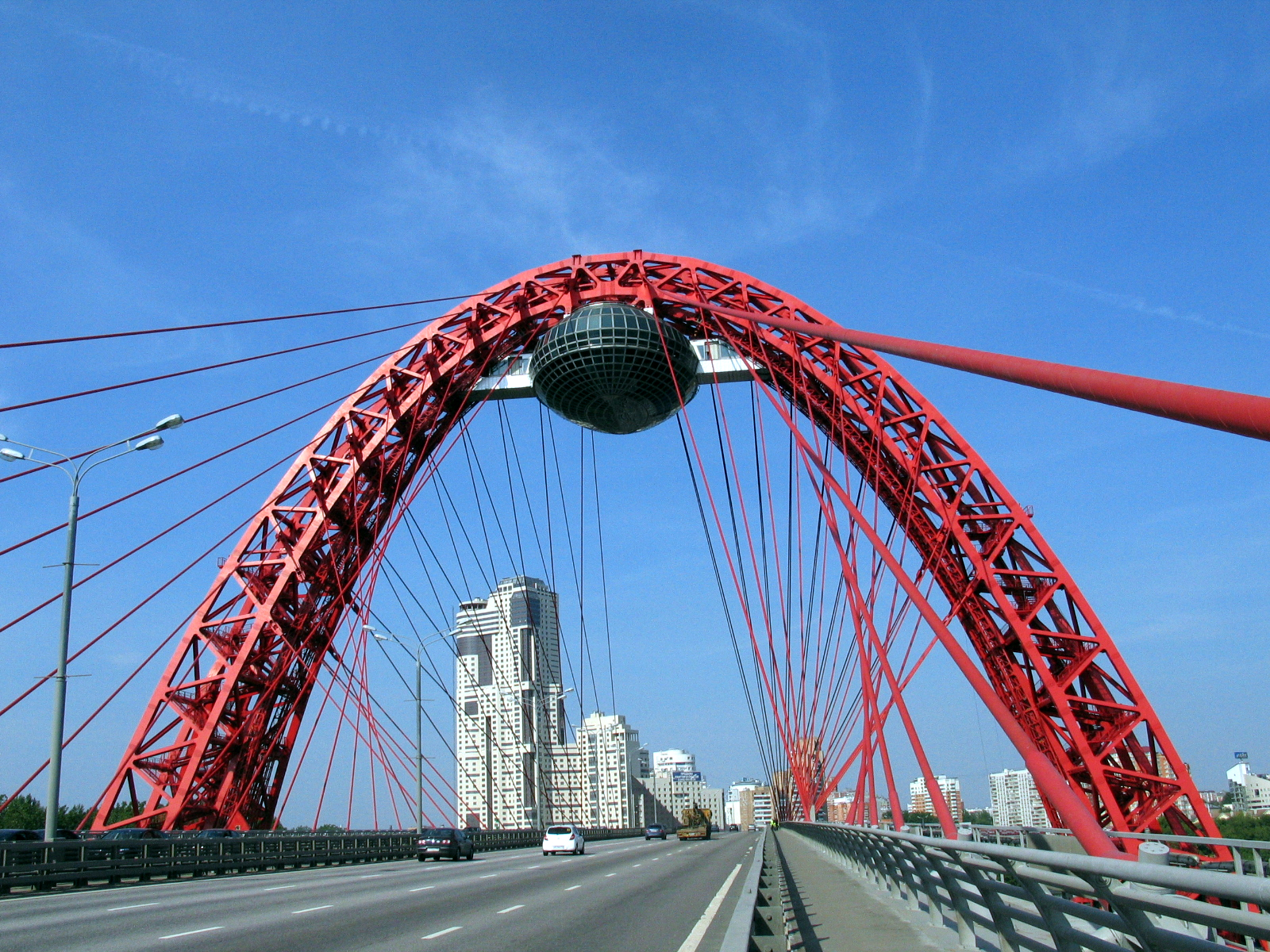
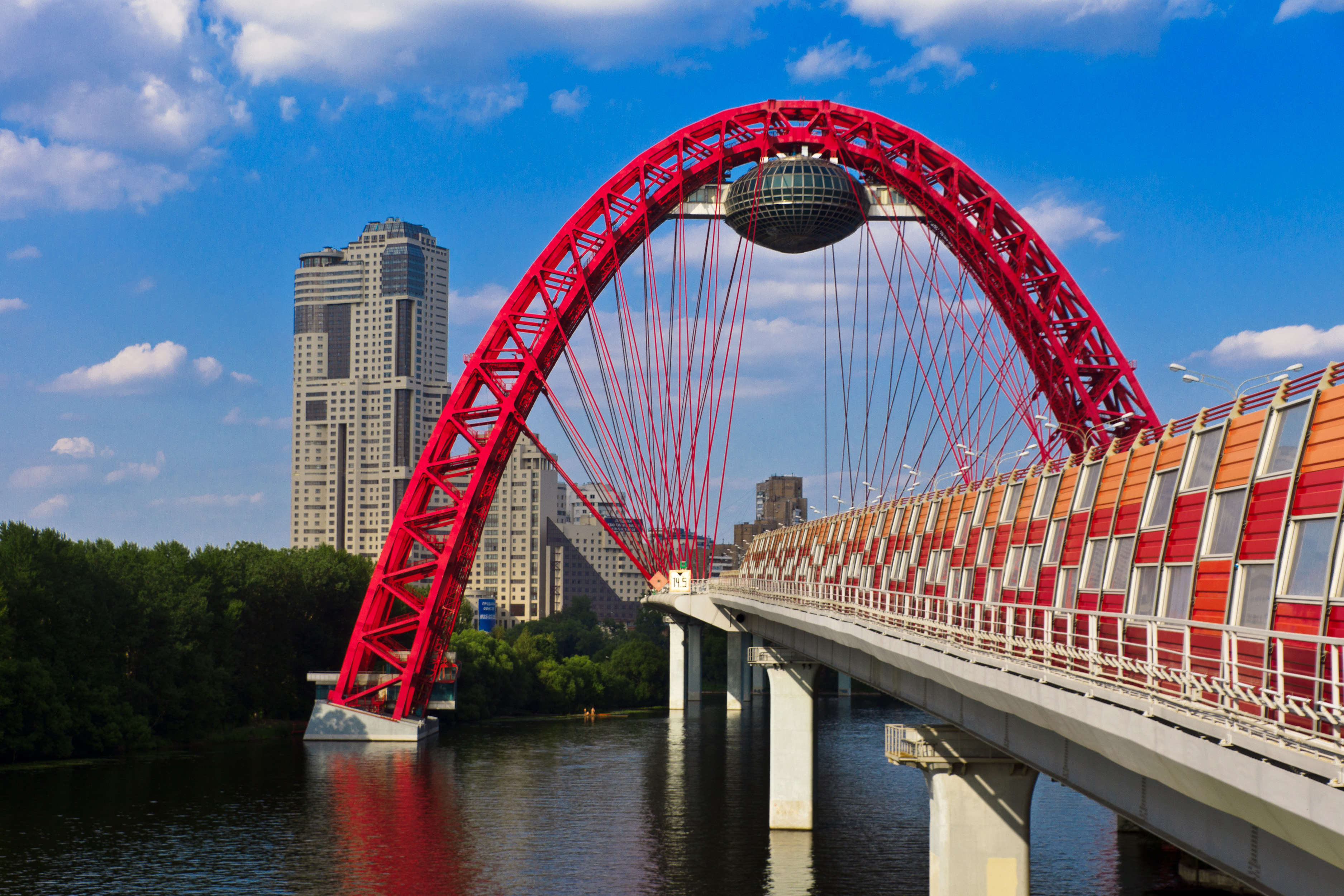
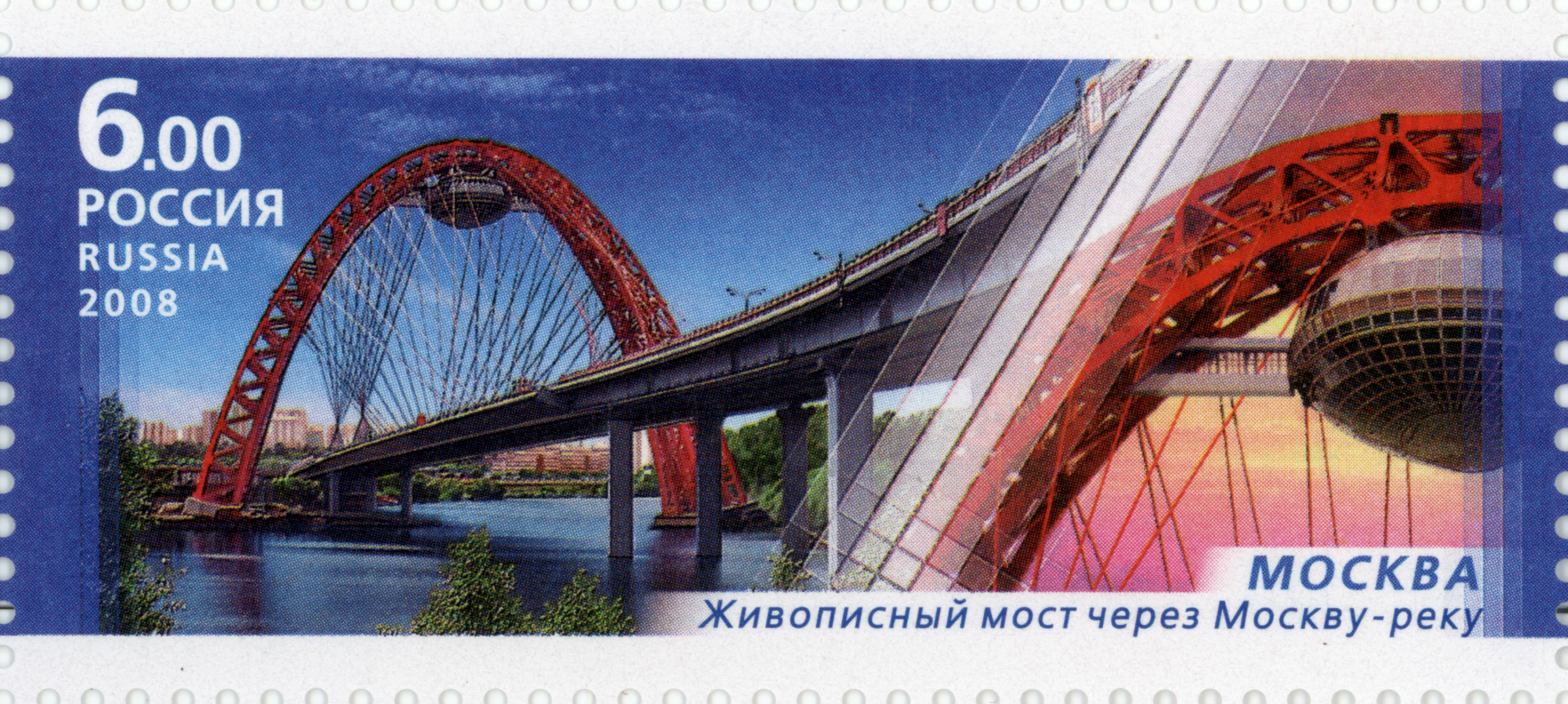